# Li Yingfa
Li Yingfa (* 13. November 1944) ist ein chinesischer Fußballtrainer und -funktionär.
Zwischen Januar 1984 und Dezember 1992 betreute er den in Shenyang ansässigen Liaoning Whowin FC und führte den Verein durch dessen stärkste Phase. Man konnte sieben nationale Meistertitel und zweimal den nationalen Pokal gewinnen. Darüber hinaus erreichte das Team unter Li 1986 den dritten Platz im Asian Club Championship – dem wichtigsten Vereinsfußballwettbewerb des Kontinents und Vorläufer der AFC Champions League. Bei der Austragung 1989/1990 blieb der Liaoning Whowin FC in allen acht Partien ungeschlagen und krönte sich vor heimischem Publikum am 29. April 1990, nach dem Finalrückspiel gegen Yokohama F. Marinos aus Japan, zur besten Mannschaft Asiens. Bis dahin war dies keinem anderen chinesischen Klub gelungen. 1990/1991 erreichte der Titelverteidiger erneut das Finale, verlor jedoch am 29. Juli 1991 im Bangabandhu National Stadium der bangladeschischen Hauptstadt Dhaka mit 1:2 gegen den iranischen Kontrahenten Esteghlal Teheran FC.
In den 1990er Jahren hatte Li kurzzeitige Trainerengagements beim Guangzhou R&F FC und dem Qingdao Jonoon FC. Am 12. August 2013 kehrte er an seine alte Wirkungsstätte zurück, als er unter Chang Woe-ryong Co-Trainer des Qingdao Jonoon FC wurde. Nach einem Spiel und der Entlassung des Südkoreaners eine Woche später übernahm er das Team am 20. August als Interimstrainer. Als am 5. September der neue Trainer Goran Stevanović verpflichtet wurde, wechselte Li in den Aufsichtsrat des Vereins.

## Erfolge
- Asian Club Championship: 1989/1990
- Chinesische Meisterschaft: 1985, 1987, 1988, 1990, 1991, 1992
- Chinesischer Fußballpokal: 1984, 1986